# Obsjtina Nikopol
Obsjtina Nikopol (bulgariska: Община Никопол) är en kommun i Bulgarien.   Den ligger i regionen Pleven, i den centrala delen av landet, 160 km nordost om huvudstaden Sofia. Antalet invånare är 9 963. Arean är 416 kvadratkilometer.
Terrängen i Obsjtina Nikopol är kuperad åt nordost, men åt sydväst är den platt.
Obsjtina Nikopol delas in i:
- Batsova machala
- Văbel
- Debovo
- Dragasj vojvoda
- Muselievo
- Novatjene
- Sanadinovo
- Tjerkovitsa
- Lozitsa
- Ljubenovo
- Asenovo

Följande samhällen finns i Obsjtina Nikopol:
- Nikopol
- Asenovo

Trakten runt Obsjtina Nikopol består till största delen av jordbruksmark. Runt Obsjtina Nikopol är det ganska glesbefolkat, med 31 invånare per kvadratkilometer.